# Forum Rusticorum
Das Forum Rusticorum war ein Marktplatz (forum) im antiken Rom. Es wird nur im ersten Appendix zum Regionenkatalog der Stadt aus dem 4. Jahrhundert erwähnt und bildet den letzten Aufzählungspunkt zu den Foren der Stadt.
Lawrence Richardson Jr. erwägt die Möglichkeit, dass es sich um einen scherzhaften Namen für einen der vielen rechteckigen Plätze der Stadt handelte. Henri Jordan vermutete ein Missverständnis des Abschreibers, der von einem Platznamen forum Rustici zu einem forum rusticorum führte. Die Iunii Rustici aber waren eine unter Mark Aurel aufgestiegene Familie, die im Jahr 345 mit Quintus Rusticus den Stadtpräfekten stellte.